# Lena Stübner
Lena Stübner, född 14 april 1975, är en svensk TV-programledare. Hon ledde mellan 1997 och 2001 TV-programmet Sajber tillsammans med Filip Struwe och har dessutom arbetat med programmet Bubbel samt varit gästreporter i Packat & klart.
Stübner gav 2004 upp jobbet som programledare för att istället satsa på ett eget projekt. Tillsammans med sin vän Karin Henriksson driver hon vandrarhemmet Koala Surf på den franska Atlantkusten. Vandrahemmet vänder sig först och främst till surfare.

## Referensen
1. ↑  ”Surfdröm slog ut statusjobb”. Svenska Dagbladet. 22 oktober 2006. ISSN 1101-2412. https://www.svd.se/surfdrom-slog-ut-statusjobb. Läst 29 september 2021.